# Joan Thiele
Joan Thiele, (pronunciado Tìle; Desenzano del Garda, 21 de setembro de 1991), de nome completo Alessandra Joan Thiele, é uma cantora italiana.

## Biografia
Filha de mãe italiana de Nápoles e pai suíço de origem colombiana, passou a infância entre Colômbia, Canadá, Caribe, Inglaterra e Lago de Garda, lugares que marcam sua produção musical.
Em Londres deu os primeiros passos na música e depois mudou-se definitivamente para Milão para seguir a carreira de cantora. Em 2015, lançou um cover do hit "Hotline Bling" de Drake. No ano seguinte lançou o primeiro single inédito "Save Me", editado pela Universal Records e parte do primeiro EP, o homônimo Joan Thiele. Seguem-se outros dois singles de sucesso nas rádios, como "Taxi Driver" e "Armenia".

## Discografia

### Álbuns de estúdio
- 2018 – Tango
- 2025 - Joanita

### Coletâneas
- 2022 - Atti

### EPs
- 2016 – Joan Thiele
- 2020 – Operazione Oro

### Singles
- 2015 – Hotline Bling (cover)
- 2016 – Save Me
- 2016 – Taxi Driver
- 2016 – Lost Ones
- 2017 – Armenia
- 2017 – Fire
- 2018 – Polite
- 2019 – Le vacanze
- 2020 – Puta
- 2020 – Bambina
- 2020 – Sempre la stessa
- 2021 – Atto I - Memoria del futuro
- 2021 – Atto II - Disordinato spazio
- 2021 – Atto III - L'errore
- 2022 – Proiettili (ti mangio il cuore) (con Elodie)

### Como artista convidada
- 2019 – Le ragazze di Porta Venezia - The Manifesto (com Myss Keta, La Pina, Elodie, Priestess, Joan Thiele e Roshelle)
- 2021 – No Bad Vibes (com $omber)